# 2963 Chen Jiageng
2963 Chen Jiageng este un asteroid din centura principală, descoperit pe 9 noiembrie 1964 de Observatorul Zijinshan.